# Drosophila gentica
Drosophila gentica är en tvåvingeart som beskrevs av Wheeler och Hajimu Takada 1962. Drosophila gentica ingår i släktet Drosophila och familjen daggflugor.
Artens utbredningsområde är El Salvador.